# Roberto Totaro
Roberto Totaro (Belluno, 26 novembre 1957) è un fumettista italiano, noto in particolare per la serie Nirvana, tradotta anche in Spagna, di cui sono usciti sei libri (Edizioni Panini, Comix e Edicolors).
Nel 2007 è uscita anche La gazzetta della Giungla (Editore: Ass. Scuole Materne).

## Biografia
Roberto Totaro (TOT) è nato a Belluno nel 1957, si è formato al Liceo Artistico e all'Accademia di Belle Arti di Venezia. Dall'adolescenza si è dedicato alla grafica umoristica, lavorando nel contempo anche nel campo pubblicitario. La sua esperienza lavorativa è iniziata nei primi anni '80 a "bottega" presso il disegnatore Disney veneziano Luciano Gatto, disegnando tavole di "Topolino" per il mercato italiano e di "Fix und Foxi" per quello tedesco. Nello stesso periodo ha iniziato a lavorare professionalmente da solo nel campo del fumetto inventando "Le avventure di Roby e Poppi" per "Il Piccolo Missionario".
Nel 1985 un suo provino viene accettato dalle edizioni parigine "Vaillant", uno dei più importanti editori per ragazzi francese. Inizia così una collaborazione che durerà otto anni per il settimanale francese per ragazzi "Pif Gadget", realizzando centinaia di tavole di “Pif” ed “Hercule” due personaggi famosissimi in Francia.  Dopo un po' di anni di collaborazione francese, incomincia ad ideare personaggi e characters integralmente suoi: i primi furono i "Tecnocratici" (L'humour des ordinateurs) , subito seguiti da "Bulles", (Bolle) pensato per il mercato francese (uscirono infatti sul mensile Super Hercule). Intanto alla direzione artistica di "Pif" entra Giorgio Cavazzano, che supervisionerà per diversi anni tutto il materiale prodotto da Roberto .  Durante tutto questo periodo "francese", in Italia presenzia regolarmente ad esposizioni come "Humor Graphic" a Milano e "Umoristi a Marostica", dove nel 1986 vince il Gran Premio Internazionale Scacchiera, e nel 1993 lo stesso premio nel settore strip.
Alla chiusura della rivista Pif di Vaillant, esce in Italia il settimanale satirico Comix (1992), pubblicato da Franco Cosimo Panini, e ToT è pronto con la serie "I Tecnocratici" che, pur pensata per il mercato francese, si adattava alla perfezione alle pagine interne di Comix: è il primo effettivo successo personale di Totaro. Essere pubblicato insieme alle tavole di Mordillo e Quino non è cosa da poco, e il pubblico si è subito identificato nello stralunato mondo informatico dei Tecnocratici. Su "Comix - Il giornale dei fumetti", TOT inventa anche la serie "I grandi appuntamenti scientifici di Piero Angelo" e la sua serie di maggior successo: "Nirvana", le avventure di un vecchio Maestro di Zen che sta appollaiato in cima ad un monte.
Oltre a "Comix", comincia a collaborare con innumerevoli altre riviste: Il Corriere dei Piccoli, Gulp (un'imitazione di Comix) 44 Gatti, Risate in tasca, Airone, Airone Junior, Dodo, ecc. Nell'ottobre 1995 la Galleria "Affiche" di Palermo gli dedica una personale. Nel 1996 sono usciti in Francia, editi da "Edition du Soleil", due libri cartonati di storie già pubblicate sulla rivista Pif.
Nel maggio 1997 è uscita la prima raccolta in volume di strip di Nirvana edito dall'editore genovese "Colors" dal titolo "NIRVANA - 120 storie Zen" che vinse la Palma d'oro al 50º Salone Internazionale dell'Umorismo di Bordighera come miglior libro di letteratura umoristica illustrata dell'anno. Sempre nel 1997, viene invitato a due grandi manifestazioni: una a Lecce nell'ambito della manifestazione "SalentoFumetto" e una a Perugia durante "UmbriaFumetto 97". 
Totaro nel 1999 pubblica con Comix (F.C. Panini Editore) il libro "Nirvana meditazioni di fine millennio" seguito da "Nirvana 2- la meditazione continua" (2001), "Il terzo grande libro del Nirvana" (2003), "Nirvana libro quarto" (2006) e "Nirvana libro quinto" (2010). Le avventure dell'eremita che vive in cima al picco roccioso piacciono a un pubblico eterogeneo, e il personaggio è diventato il testimonial dell'agenda Comix, la più venduta in Italia.
Nel 2007 pubblica il volume "La gazzetta della giungla" edito dalla FISM. Si tratta di una serie di tavole a colori autoconclusive con protagonisti animali. Serie che, dal Settembre 2009, Roberto realizza per il settimanale "Il Giornalino" Edizioni S. Paolo. Sempre nel 2007 partecipa al volume “Strrrippit” “Grrrzetic editore” con una selezione delle migliori strip di Nirvana , insieme ad altri celebri autori di strisce italiane.
I suoi personaggi sono stati pubblicati in molti paesi, Grecia, Spagna, Portogallo, Svezia, Norvegia, Turchia, Stati Uniti, sotto l'egida della S.A.F. Strip Art Features, l'agenzia che dal 2003, cura le pubblicazioni estere di Roberto. 
Totaro è stato il primo autore italiano a pubblicare un fumetto (Il Giornalino della Giungla- Jungle Journal) in lingua araba nel 2011 edito da Othmania publishing & Distribution. 
Nel 2011 partecipa,  insieme ad alcuni grandi professionisti del settore (Hermann, Font, Kubert Trillo, per citarne alcuni), con una sua lezione sul fumetto umoristico, al libro tutorial "Profesionalne Tajne Stripa" (Professione fumetto: i segreti del mestiere) di Ervin Rustemagic pubblicato in lingua croata.
Le sue più recenti pubblicazioni in volume, sono “Les Blagues de la giungle” (2015) edizione francese di Jungle Journal per conto della Bayard Press (Tourbillon), e l'ultima sua creatura “L'UOMO DELLA STRADA” (2015) libro edito ancora una volta da COMIX F.C.Panini . L'uomo della strada si intitola così perché ToT gioca con lo stereotipo antonomastico (uomo della strada = uomo comune) e il fatto che il protagonista dalla prima all'ultima tavola cammina su una strada visto sempre dall'alto.
Nel 2018 esce "Necronomicomix" una voluminosa raccolta dove Tot si diverte a scherzare sul genere horror. Nel 2022 esce "Nirvana libro sesto" ulteriore raccolta di strisce inedite dedicate al maestro di zen.
Sempre nel 2022 pubblica con Festina Lente editore "La gazzetta della giungla 2". Nel 2023 gli viene conferito il premio "Humor in Comics" al Word Humor Awards.